# Kasakhstan ved vinter-OL 2018
Kasakhstan deltager i vinter-OL 2018 i Pyeongchang, Sydkorea i perioden 9. – 25. februar 2018.

## Deltagere
Følgende atleter vil deltage i nedennævnte sportsgrene: 
| Sportsgren            | Herrer | Damer | Total |
| --------------------- | ------ | ----- | ----- |
| Alpint skiløb         | 1      | 1     | 2     |
| Hurtigløb på skøjter  | 5      | 1     | 6     |
| Freestyle skiløb      | 3      | 6     | 9     |
| Kunstskøjteløb        | 1      | 2     | 3     |
| Kælk                  | 1      | 0     | 1     |
| Langrend              | 4      | 3     | 7     |
| Short track skøjteløb | 5      | 2     | 7     |
| Skihop                | 1      | 0     | 1     |
| Skiskydning           | 6      | 4     | 10    |
| Total                 | 27     | 19    | 46    |

## Medaljer
| 2018 Pyeongchang | Guld | Sølv | Bronze | Total |
| Kasakhstan       | 0    | 0    | 1      | 1     |

### Medaljeoversigt
| Medalje | Navn             | Sport            | Event                | Dato        |
| ------- | ---------------- | ---------------- | -------------------- | ----------- |
| Bronze  | Yuliya Galysheva | Freestyle skiløb | Pukkelpist for damer | 11. februar |